# Округ Битча
Округ Битча (слч. Okres Bytča) округ је у Жилинском крају, у Словачкој Републици. Административно средиште округа је град Битча.

## Географија
Налази се у западном дијелу Жилинског краја.
Граничи:
- на сјеверу је Округ Чадца,
- источно Округ Жилина,
- западно Тренчински крај
- јужно Тренчински крај и Округ Жилина.

Клима је умјерено континентална.

## Становништво
| Година:    | 1994.  | 2004.   | 2014.   | 2024.   |
| ---------- | ------ | ------- | ------- | ------- |
| Број људи: | 30 159 | 30 879  | 30 682  | 31 444  |
| Разлика:   |        | +2,38 % | -0,63 % | +2,48 % |

| Година:    | 2023.  | 2024.   |
| ---------- | ------ | ------- |
| Број људи: | 31 308 | 31 444  |
| Разлика:   |        | +0,43 % |

Према подацима о броју становника из 2011. године округ је имао 30.625 становника. Словаци чине 96,7% становништва.
| Етнички састав (2011)‍ | Етнички састав (2011)‍ | Етнички састав (2011)‍ | Етнички састав (2011)‍ | Етнички састав (2011)‍ |
| --------------------- | --------------------- | --------------------- | --------------------- | --------------------- |
|                       |                       |                       |                       |                       |
| Словаци               | Словаци               |                       | 0                     | 96,7%                 |
| Чеси                  | Чеси                  |                       | 0                     | 0,36%                 |
| остали, непознато     | остали, непознато     |                       | 0                     | 2,94%                 |

## Насеља
У округу се налази један град и 11 насељених мјеста. То су: град Битча, насеља Вељке Ровње, Јаблонове, Коларовице, Котјешова, Маршова-Рашов, Петровице, Предмјер, Суљов-Храдна, Хвоздњица, Хлбоке на Ваху и Штјавњик.